# Alleanza dei Progressisti
L'Alleanza dei Progressisti era una coalizione elettorale italiana costituita il 1º febbraio 1994. Nelle elezioni politiche di quell'anno, rappresentò l'ala sinistra dello schieramento politico italiano.

## Storia

### Precursori: le elezioni amministrative del 1993
I diretti precursori di quella che sarebbe divenuta l'Alleanza dei Progressisti possono essere individuati nelle elezioni amministrative che si svolsero tra il giugno e il novembre-dicembre del 1993. Infatti la nuova legge elettorale che prevedeva l'elezione diretta dei presidenti di provincia e dei sindaci dei comuni con oltre 15 000 abitanti permetteva che più partiti potessero coalizzarsi per indicare un candidato comune. Accadde quindi che forze dalla collocazione politica affine si alleassero a questo scopo.
Nella tornata di giugno, si vide per il comune di Milano la convergenza di tutte le forze della sinistra (escluso eventualmente il PSI) sulla candidatura di Nando dalla Chiesa, de La Rete; a Torino si registrò invece una frattura tra la sinistra moderata, che con parte del centro appoggiava Valentino Castellani, e l'alleanza Rete-Rifondazione Comunista, che presentava Diego Novelli. Lo stesso accadde a Catania, con Enzo Bianco contrapposto a Claudio Fava.
In autunno le coalizioni di sinistra vinsero in tutte le grandi città al ballottaggio: Adriano Sansa divenne sindaco di Genova, Massimo Cacciari di Venezia, Riccardo Illy di Trieste, Francesco Rutelli di Roma, Antonio Bassolino di Napoli; Leoluca Orlando era stato eletto sindaco di Palermo già al primo turno. In quasi tutti i casi, seppur con la notevole eccezione della capitale economica del paese, ad uscire sconfitti furono i candidati leghisti o missini.

### La sconfitta alle elezioni politiche
Fu perciò con grandi auspici di vittoria da parte dei fondatori che fu presentata l'Alleanza dei Progressisti, che riuniva i seguenti soggetti politici:
- Alleanza Democratica (AD): soggetto trasversale di centrosinistra di natura laico-riformista, guidata da Willer Bordon;
- Cristiano Sociali: forza riformista, situata all'ala sinistra del filone culturale cattolico, guidati da Pierre Carniti;
- Federazione dei Verdi: forza di stampo ambientalista, guidata da Carlo Ripa di Meana;
- La Rete: movimento che si caratterizzava per un forte impegno contro la mafia e a favore della legalità, guidata da Leoluca Orlando;
- Partito della Rifondazione Comunista (PRC): forza di ideologia euro-comunista, guidato da Fausto Bertinotti;
- Partito Democratico della Sinistra (PDS): partito-guida della coalizione, di natura post-comunista, guidato da Achille Occhetto;
- Partito Socialista Italiano (PSI) (fino al 1994): ciò che rimaneva del PSI, guidato da Ottaviano del Turco;
- Rinascita Socialista: forza politica nata da una scissione della sinistra socialista dal PSI, guidata da Enzo Mattina.

Il simbolo era dato dalla scritta PROGRESSISTI su sfondo bianco con una striatura tricolore. Nella quota proporzionale della Camera erano presenti i simboli di AD, Verdi, Rete, PRC, PDS e PSI; quest'ultimo presentò propri candidati in alcuni collegi uninominali dell'Italia meridionale, in concorrenza con quelli della coalizione (in particolare, per via del veto di Leoluca Orlando, contrario alla partecipazione dei socialisti siciliani all'alleanza), mentre la Rete si presentò da sola in Sardegna.
Dopo l'insuccesso alle elezioni politiche del 27 e 28 marzo 1994, l'alleanza cessò praticamente di esistere.

### Alla ricerca di nuove alleanze
I partiti che furono parte della coalizione progressista, tuttavia mantennero tra di loro un certo legame grazie all'opposizione al governo Berlusconi I. In particolare il PDS, passato dalla segretaria di Achille Occhetto a quella di Massimo D'Alema, avviò un processo di confronto con le forze del centro italiano, che in buona parte erano raccolte nella coalizione del Patto per l'Italia, anch'essa in cerca di nuove alleanze in seguito all'insuccesso elettorale del 1994. Per un certo periodo parve esserci una comunione d'intenti con il PPI di Rocco Buttiglione, con l'operazione che portò alla poltrona di sindaco di Brescia l'ex segretario democristiano Mino Martinazzoli.
Dopo la prima caduta di Berlusconi nel dicembre 1994, l'Italia fu per un anno governata da una squadra di tecnici guidati dall'ex ministro del tesoro Lamberto Dini, che ebbe il sostegno di un'inedita maggioranza di centro-sinistra formata da Progressisti (meno Rifondazione Comunista), PPI e Lega Nord. Questo schieramento pareva destinato a porre candidature comuni per le elezioni regionali del 1995, ma Buttiglione decise di entrare nell'alleanza di centro-destra provocando una scissione nel suo partito, mentre la Lega presentò propri candidati alle presidenze delle regioni, pur alleandosi con altri partiti della maggioranza in molte province e comuni. Una ricomposizione del fronte progressista avvenne su base locale: in Campania e nelle Marche  si riformarono coalizioni di sinistra con l'inclusione di Rifondazione Comunista e l'esclusione dei Popolari. In Calabria il PDS e altri partiti di sinistra si ripresentarono col simbolo del 1994.
La fine del Governo Dini e il fallimento del tentativo di Maccanico nel 1996 portarono dunque a nuove elezioni, nelle quali lo stesso Dini si presentò con un suo partito di natura moderata e centrista: Rinnovamento Italiano, che scelse fin dall'inizio di entrare nella costituenda alleanza di centro-sinistra.
Dall'unione della maggior parte delle forze di centro (esclusi solo i settori centristi di Forza Italia ed il CCD-CDU) e quello che fu lo schieramento della sinistra, nacque una nuova coalizione di "centro-sinistra", formata da partiti moderato-riformisti di centro e centrosinistra (PPI, RI, AD, La Rete, PSI) alleati con partiti collocati nell'ambito della sinistra moderata e democratica (Rinascita Socialista, Verdi, Cristiano Sociali, PDS): era nata la coalizione de L'Ulivo. Tale coalizione riconobbe come proprio leader l'ex presidente dell'IRI ed ex ministro dell'Industria Romano Prodi, economista da sempre vicino ai settori riformisti e morotei della Democrazia Cristiana e perciò ben visto tanto dai settori centristi quanto da quelli di sinistra dello schieramento. Questi dunque, come leader del centro-sinistra italiano siglò accordi di desistenza con il principale partito dell'area della sinistra radicale (PRC) e portò la sua coalizione alla vittoria nelle elezioni politiche del 1996.
Alle elezioni politiche del 1996 infatti, in alcune circoscrizioni, il Partito della Rifondazione Comunista presentò candidati con il simbolo dei Progressisti e con l'appoggio esterno dei partiti dell'Ulivo, in base a reciproci accordi di desistenza.

## Risultati elettorali
| Elezione       | Elezione             | Voti       | %     | Seggi |
| -------------- | -------------------- | ---------- | ----- | ----- |
| Politiche 1994 | Maggioritario Camera | 12.632.690 | 32,81 | 164   |
| Senato         | 10.881.320           | 32,9       | 122   |       |
| Politiche 1996 | Camera               | 982.505    | 2,63  | 15    |
| Senato         | 934.974              | 2,87       | 10    |       |